# Thomas Naessens
Thomas Naessens, né le 7 juillet 1986 à Anderlecht, est un homme politique belge. Il est spécialisé dans les domaines de la transition économique, de l’alimentation durable et de l’éducation à l’environnement.

## Formation
Thomas Naessens est instituteur primaire de formation (HE Francisco Ferrer - 2008) et possède un Master en Sciences de l’Éducation (ULB- 2012). Il a également obtenu le brevet de Guide Nature en 2015 (Cercle Naturaliste de Belgique).

## Carrière professionnelle
Thomas Naessens commence sa carrière professionnelle comme instituteur et éducateur interne dans l’Enseignement de la Fédération Wallonie Bruxelles. Sa passion pour la nature et les enjeux environnementaux l’amène sur le terrain de l’éducation à l’environnement et il devient responsable pédagogique pour l’ASBL Jeunes et Nature. Il plaide pour reconnecter les habitants des villes à la Nature, notamment via la mise en place d’une « école du dehors » où l’on sortirait les élèves de leurs classes pour leur apprendre le monde qui les entoure. En Mars 2023, Thomas Naessens créée l’association d’éducation à l’environnement Soif de Nature qui a pour objectif de mieux faire comprendre la nature pour mieux la protéger

## Carrière politique
Lors du scrutin communale d’octobre 2018, Thomas Naessens est élu au Conseil Communal de la commune de Jette. En mai 2019, il figure sur les listes du parti écolo du Parlement Régional bruxellois. Le 23 décembre 2021, à la suite du départ de Barbara de Radigues, il prête serment et devient député au Parlement Régional Bruxellois et au Parlement Francophone Bruxellois. Au Parlement Régional Bruxellois, il est chargé de la transition économique, de l’agriculture urbaine et de l’alimentation et est vice-président de la Commission des affaires économiques et de l’emploi.
Il est particulièrement actif sur le sujet de la disparition des distributeurs automatiques de billets et est le moteur de l’adoption, par le parlement bruxellois, d’une résolution pour en assurer une juste répartition sur le territoire bruxellois,,.
En novembre 2022, il est à l’initiative d’une coupe du monde alternative à la coupe du monde au Qatar. L’objectif est de mettre en avant des compétitions et événements locaux qui s’inscrivent dans ce que doit générer toute compétition sportive : de la convivialité, de la passion et de la tolérance,,,,.
En décembre 2022, il fait adopter une ordonnance pour limiter, pendant un an, l’indexation des baux commerciaux en Région de Bruxelles-Capitale.
En mars 2023, il est choisi pour mener la liste Ecolo/Groen Jette au prochaine élection communale et est candidat bourgmestre. Sa co-listière est Nathalie Deswaef.

## Vie privée
Dès l’âge de 5 ans, il rejoint le scoutisme et  la 195ème des Scout et Guides Pluralistes pour laquelle il a été responsable d'unité Plus tard, il a également occupé le poste de formateur pour la fédération des scouts et guides pluralistes.
Depuis 2016, il est également gérant du compost de quartier « Poulet Frites Compost ». En 2018, lui et sa compagne sont nommés ambassadeurs Goodfood pour la Région bruxelloise.